# Bellonella rubistella
Bellonella rubistella är en korallart som beskrevs av Elisabeth Deichmann 1936. Bellonella rubistella ingår i släktet Bellonella och familjen läderkoraller. Inga underarter finns listade i Catalogue of Life.